# ألبرتو رودريغيز
ألبرتو رودريغيز (بالإسبانية: Alberto Rodríguez)‏ وإسمه الكامل ألبرتو جونيور رودريغيز فالديلومار (بالإسبانية: Alberto Junior Rodríguez Valdelomar)‏ وهو لاعب كرة قدم بيروفي في مركز الدفاع ولد في يوم 31 مارس 1984 في مدينة ليما عاصمة البيرو وهو حاليا يلعب مع نادي ريو أفي في البرتغال كما سبق له اللعب مع سبورتينغ لشبونة و مع سبورتينغ براغا ومع سبورتينغ كريستال، كما يلعب مع منتخب البيرو لكرة القدم منذ 2003، ويبلغ طوله 182 سم.

## روابط خارجية
- ألبرتو رودريغيز على موقع الاتحاد الدولي (مؤرشف)  (الإنجليزية)
- ألبرتو رودريغيز على موقع الاتحاد الأوربي (الإنجليزية)
- ألبرتو رودريغيز على موقع إي إس بي إن إف سي (الإنجليزية)
- ألبرتو رودريغيز على موقع قاعدة بيانات كرة القدم.إي يو (الإنجليزية)
- ألبرتو رودريغيز على موقع ناشيونال فوتبول تيمز (الإنجليزية)
- ألبرتو رودريغيز على موقع Soccerbase.com (لاعب) (الإنجليزية)
- ألبرتو رودريغيز على موقع Soccerway.com (الإنجليزية)
- ألبرتو رودريغيز على موقع عالم كرة القدم.نت (الإنجليزية)
- ألبرتو رودريغيز على موقع AS.com (الإسبانية)